# Transformación del mercado
La transformación del mercado describe tanto un objetivo de política, como una estrategia de programa para promover el valor y la presencia auto-sostenible de tecnologías de la eficiencia energética y energía renovable no combustible en el mercado. Se trata de un proceso estratégico de intervención en el mercado, que tiene como objetivo modificar el comportamiento del mercado mediante la eliminación de los obstáculos identificados y aprovechamiento de las oportunidades para promover la internalización de la eficiencia energética rentable como una cuestión de práctica habitual. La transformación del mercado se ha convertido rápidamente en el objetivo de muchos programas privados o de apoyo público de eficiencia de energética en los Estados Unidos (incluyendo el Programa de Tecnologías de Energía Solar) y otros países.